# Verestóy Attila
Verestóy Attila (Székelyudvarhely, 1954. március 1. – Bécs, 2018. január 23.) erdélyi magyar vegyészmérnök, politikus, szenátor, az RMDSZ képviselője.

## Élete
Szülővárosában a mai Tamási Áron Elméleti Líceumban végezte tanulmányait, ezután Bukarestben, a Műszaki Egyetemen végzett vegyészmérnökként.
Gyakorlómérnök volt 1978-tól 1980-ig, majd egyetemén tanársegédként dolgozott 1983-ig. 1983 és 1989 decembere között kutató volt a Bukaresti Szervetlen Vegyipari Kutatóintézetben. 1990 januárjában belépett a Nemzeti Megmentési Frontba, majd Hargita megye szenátora lett.
Verestóy Attila rákbeteg volt, 63 évesen hunyt el Bécsben.